# بيريف بي إي -1
بيريف بي إي -1 (بالإنجليزية: Beriev Be-1)‏ هي طائرة تأثير أرضي تجريبية أنتجت في الاتحاد السوفيتي. من صناعة بيريف.